# Богацкий, Вячеслав Вячеславович
Вячесла́в Вячесла́вович Бога́цкий (3 июля 1913, Санкт-Петербург, Российская Империя — 16 апреля 1981, СССР) — известный сибирский геолог, известен оценкой и разведкой месторождений Ирбинской группы.

## Биография
Сын юриста. Семья в 1924 году переехала сначала в Новосибирск, а позже в Томск. В 1930 году Вячеслав Богацкий поступил в Томский индустриальный институт.
Будучи студентом четвёртого курса, в апреле 1935 года был арестован и 19 октября осуждён по статье 58-10 часть 1 УК РСФСР за антисоветскую агитацию. Приговорен к исправительно-трудовой колонии сроком на 5 лет. В заключении работал на строительстве железной дороги Волочаевка — Комсомольск, открыл и разведал Литовское буроугольное месторождение. В 1959 году приговор был отменён, а дело было прекращено за отсутствием состава преступления.
После окончания срока заключения продолжил работать в Дальневосточном геологоуправлении, а в марте 1941-го перешёл в Западно-Сибирское ГУ. Весной 1943 года назначен старшим геологом Ирбинской геолого-экспертной партии. В апреле 1944-го перешёл в Красноярское геологическое управление.
Награждён медалью «За доблестный труд в Великой Отечественной войне 1941—1945 гг.» указом Президиума Верховного Совета СССР от 6 июня 1945 года, а в 1948 году получил правительственную премию за оценку и разведку месторождений Ирбинской группы.
В мае 1949-го повторно арестован как участник антисоветской вредительской группы по «делу красноярских геологов» и осужден Особым Совещанием при Министерстве государственной безопасности СССР 28 октября 1950 года к 15 годам исправительно-трудовых лагерей с использованием по специальности в качестве геолога в Дальстрое МВД СССР. Богацкий был сослан на Колыму, где работал младшим научным сотрудником ВНИИ-1. Дело по обвинению Богацкого Вячеслава Вячеславовича было пересмотрено Военной Коллегией Верховного Суда СССР и 31 марта 1954 года приговор был отменён.
После реабилитации в 1954 году вернулся в Красноярское геологическое управление. С 1958-го по 1965 год работал главным геологом комплексной тематической экспедиции Красноярского геологического управления. Защитил в 1963 сначала кандидатскую диссертацию, а в 1972 году докторскую диссертацию.
Умер 16 апреля 1981 года.

## Награды и медали
- Медаль «За доблестный труд в годы Великой Отечественной войны 1941—1945 гг.»
- Правительственная премия за оценку и разведку месторождений Ирбинской группы
- Бронзовая медаль ВДНХ «За успехи в народном хозяйстве»
- Юбилейная медаль «За доблестный труд»
- Медаль «Ветеран труда»